# 傑佛遜鎮區 (阿肯色州薩林縣)
傑佛遜鎮區（英語：Jefferson Township）是位於美國阿肯色州薩林縣的一個行政鎮區。

## 地方資料
傑佛遜鎮區的面積為134.17平方千米，當中陸地面積為134.17平方千米，而水域面積為0.00平方千米。根據2010年美國人口普查的數據，當地共有人口293人，而人口密度為每平方千米2.18人。